# Then and Now (album d'Emerson, Lake and Palmer)
Cet article concerne l'album d'Emerson, Lake and Palmer. Pour les articles homonymes, voir Then and Now.
 (octobre 2018).
Si vous disposez d'ouvrages ou d'articles de référence ou si vous connaissez des sites web de qualité traitant du thème abordé ici, merci de compléter l'article en donnant les références utiles à sa vérifiabilité et en les liant à la section « Notes et références ».
Albums de Emerson, Lake and Palmer
Live at the Isle of Wight Festival 1970
(1997) The Very Best of Emerson Lake & Palmer
(2000)
Then and Now est un double album live du groupe Emerson, Lake and Palmer, sorti en 1998. Le premier disque (Then) retrace le passage du groupe au California Jam, en 1974, tandis que le second (Now) contient une sélection de titres de la tournée 1997-1998.

## Titres

### Disque 1: Then (Cal Jam '74) & Now (Tour '97/'98)
1. Toccata (Ginastera) – 3:36
2. Take a Pebble Excerpts – 18:21
  - Still... You Turn Me On (Lake)
  - Lucky Man (Lake)
  - Piano Improvisations
    - Fugue (Emerson, Gulda)
    - Little Rock Getaway (Sullivan)
3. Karn Evil 9 – 19:36
  - 1st Impression, Pt. 2 (Emerson, Lake)
  - 3rd Impression (Emerson, Lake)
4. A Time and a Place (Emerson, Lake, Palmer) – 4:06
5. Piano Concerto No. 1, Third Movement: Toccata con Fuoco (Emerson) – 4:51
6. From the Beginning (Lake) – 4:14

### Disque 2: Now (Tour '97/'98 continued)
1. Karn Evil 9: 1st Impression, Pt. 2 (Emerson, Lake) – 5:22
2. Tiger in a Spotlight (Emerson, Lake, Palmer, Sinfield) – 3:36
3. Hoedown (Copland) – 4:55
4. Touch and Go (Emerson, Lake) – 4:13
5. Knife-Edge (Emerson, Fraser, Janáček, Lake) – 6:11
6. Bitches Crystal (Emerson, Lake) – 4:30
7. Honky Tonk Train Blues (Lewis) – 3:41
8. Take a Pebble (Lake) – 7:09
9. Lucky Man (Lake) – 5:05
10. Fanfare for the Common Man / Blue Rondo a la Turk (Brubeck, Copland) – 22:10
11. 21st Century Schizoid Man / America (Fripp, Giles, Lake, McDonald, Sinfield / Bernstein, Sondheim) – 4:53

## Musiciens
- Keith Emerson : claviers
- Greg Lake : chant, basse, guitare électrique et acoustique
- Carl Palmer : batterie, percussions